# تونا براون
تونا براون (به انگلیسی: Tona Brown) (زاده ۳۰ دسامبر ۱۹۷۹) خواننده آمریکایی است.
او یک زن ترنس است.